# Four the Record
Four the Record è il quinto album della cantante country statunitense Miranda Lambert, la cui pubblicazione è prevista il 1º novembre 2011 dall'etichetta discografica RCA Nashville. L'album è anticipato dal singolo Baggage Claim, pubblicato ad agosto 2011, che ha raggiunto la posizione numero 56 della classifica statunitense. L'album è entrato alla terza posizione della classifica statunitense vendendo 133 000 copie.
Miranda ha scritto sei delle quattordici canzoni presenti sull'edizione standard di Four the Record. Una di esse, Better in the Long Run, è un duetto con suo marito, il cantante country Blake Shelton. Oltre che all'edizione standard, sarà pubblicata anche un'edizione deluxe dell'album contenente una quindicesima traccia e un DVD.

## Tracce
1. All Kinds of Kinds (Don Henry, Phillip Coleman) - 4:26
2. Fine Tune (Natalie Hemby, Luke Laird) - 4:39
3. Fastest Girl in Town (Miranda Lambert, Angaleena Presley) - 3:20
4. Safe (Miranda Lambert) - 4:46
5. Mama's Broken Heart (Kacey Musgraves, Shane McAnally, Brandy Clark) - 2:59
6. Dear Diamond (Miranda Lambert) - 3:49
7. Same Old You (Brandi Carlile) - 3:05
8. Baggage Claim (Miranda Lambert, Natalie Hemby, Luke Laird) - 3:18
9. Easy Living (Miranda Lambert, Scotty Wray) - 2:45
10. Over You (Miranda Lambert, Blake Shelton) - 4:15
11. Look at Miss Ohio (David Rawlings, Gillian Welch) - 4:18
12. Better in the Long Run (Ashley Monroe, Charles Kelley, Gordie Sampson) - 3:34
13. Nobody's Fool (Chris Stapleton) - 3:43
14. Oklahoma Sky (Allison Moorer) - 4:46

Edizione deluxe
1. Hurts to Think (Miranda Lambert, Jessica Bendinger, Natalie Hemby) - 2:55

## Classifiche
| Classifica (2011) | Posizione massima |
| ----------------- | ----------------- |
| Canada            | 12                |
| Stati Uniti       | 3                 |

### Classifiche di fine anno
| Classifica (2011) | Posizione |
| ----------------- | --------- |
| Stati Uniti       | 172       |